# Knut Bergmann
Knut Bergmann (* 23. Mai 1972 in Erkelenz) ist ein deutscher Politikwissenschaftler und Publizist, der hauptberuflich als „Leiter Kommunikation und Hauptstadtbüro“ für das Institut der deutschen Wirtschaft arbeitet.

## Leben

### Ausbildung
Knut Bergmann legte sein Abitur als Stipendiat im Internat Schloss Salem ab und studierte anschließend Politikwissenschaft, Psychologie und Öffentliches Recht an der Rheinische Friedrich-Wilhelms-Universität in Bonn. 2002 wurde er dort mit einer Gesamtdarstellung des Bundestagswahlkampfes 1998 promoviert. In seiner Dissertation analysierte Bergmann die Strategien und Kampagnen von Parteien, die Kanzlerkandidaten, die Koalitionsstrategie und die Wahlkampforganisation sowie landespolitische Einflüsse auf den Wahlkampf. Als Fellow der Stiftung Neue Verantwortung befasste er sich 2009 und 2010 mit der Zukunft der politischen Parteien und der Stärkung philanthropischen Handelns.

### Beruflicher Werdegang
Knut Bergmann begann seine berufliche Laufbahn im Jahr 2002 als persönlicher Referent von Sabine Christiansen. Anschließend wurde er 2005 zunächst Grundsatzreferent im Bundespräsidialamt. In dieser Funktion schrieb er auch Reden für Bundespräsident Horst Köhler. 2010 wurde er Redenschreiber bei Bundestagspräsident Norbert Lammert. Im Jahr 2012 wechselte er in das Institut der deutschen Wirtschaft, bei dem Bergmann die Kommunikationsabteilung und das Berliner Büro leitet. Er hatte Lehraufträge an der Hochschule für Wirtschaft und Technik Berlin, der Zeppelin Universität in Friedrichshafen und der Hochschule Osnabrück zum Thema Kommunikationsmanagement, an der Universität Duisburg-Essen zum Thema Politische Kommunikation sowie an der Freien Universität Berlin zum Thema Public History und ist Fellow an der NRW School of Governance. Seit dem Sommersemester 2020 ist er Lehrbeauftragter am Institut für Politische Wissenschaft an der Universität Bonn. Wissenschaftlich hat er sich seit 2017 insbesondere der Wählerschaft und Wirtschaftspolitik der AfD gewidmet. Ein von ihm mitverfasster Artikel, in dem die Soziodemographie der AfD ihrem Akronym gemäß als „Partei der sich ausgeliefert fühlenden Durchschnittsverdiener“ eingeordnet wird, verzeichnet bei Google Scholar weit über 100 Zitationen.

### Publizistische Tätigkeiten
Bergmann publiziert zu gesellschaftspolitischen Themen in verschiedenen Medien (u. a. FAZ, NZZ, Welt, Die Zeit und Tagesspiegel). In seinen Publikationen zur AfD analysiert er u. a. die wirtschaftspolitische Ausrichtung der Partei.
2018 veröffentlichte Bergmann im Insel Verlag eine Kulturgeschichte der Bundesrepublik anhand der Weine, die bei Staatsbanketten ausgeschenkt wurden. In der Frankfurter Allgemeinen Zeitung wurde das Buch als „kenntnisreiche, kluge und immer wieder auch unterhaltsam zu lesende Geschichte von Wein und Sekt in diplomatischen Diensten“ rezensiert. Der Spiegel bemerkte in einer Buchbesprechung dazu, dass der Umgang von Kanzlern und Präsidenten mit Wein und Sekt die Geschichte der Bundesrepublik stärker geprägt habe als bislang bekannt. 2019 wurde das Buch mit einem Gourmand World Cookbook Award ausgezeichnet. Das Hamburger Abendblatt bezeichnete das Buch als „Standardwerk über Wein und große Politik“.
Bergmann publizierte mehrfach zum Thema Bundesverdienstkreuz und sprach dazu in verschiedenen Medien. Er untersuchte dieses als Teil öffentlicher Anerkennungskultur sowie als Motivation für bürgerschaftliches Engagement und stellte fest, dass auch nicht-materielle Auszeichnungen motivieren.
In dem Band „Walter Scheel – Unerhörte Reden“ würdigen er, der Historiker Ewald Grothe und die Redenschreiberin Gundula Heinen die weitgehend in Vergessenheit geratenen Ansprachen des liberalen Bundespräsidenten und dessen rhetorische Fähigkeiten. So hat Scheel 1975 als erster Bundespräsident den 8. Mai 1945 als Befreiung bezeichnet. Lange vor der bekannten Weizsäcker-Rede Zum 40. Jahrestag der Beendigung des Krieges in Europa und der nationalsozialistischen Gewaltherrschaft sagte Scheel: „Wir wurden von einem furchtbaren Joch befreit, von Krieg, Mord, Knechtschaft und Barbarei. (…) Aber wir vergessen nicht, dass diese Befreiung von außen kam.“ Bergmann, Grothe und Heinen zeichnen in dem 2021 erschienenen Buch Scheels politisches Wirken anhand ausgewählter Ansprachen als Bundesminister, Bundespräsident und als Parteivorsitzender nach.  In einer Rezension wird das Buch als „facettenreiches Bild eines liberalen Staatsmannes, der seiner Zeit oft voraus war, der manch noch heute gültige Formel prägte und der nicht nur seinen Zeitgenossen, sondern genauso seinen Nachfahren viel zu sagen hat“ beschrieben. Walter Scheel habe zu Unrecht das Image eines politischen Leichtgewichts angehaftet, sagte Knut Bergmann im Deutschlandfunk. Er porträtierte ihn in Die Zeit als „Der Verkannte“. Der Bonner General-Anzeiger rezensierte, dass es sich lohne, die Reden noch einmal zu lesen, auch wenn man kein professioneller Redenschreiber sei: „Bei aller Härte der politischen Auseinandersetzung in den Jahren Scheels überzeugen seine Höflichkeit und sein unerschütterlicher ziviler Ton.“ Anlässlich des 25-jährigen Jubiläums der „Ruck-Rede“ von Bundespräsident Roman Herzog befasste sich Knut Bergmann erneut mit der Wirkung von Bundespräsidenten-Reden.
Im Juni 2022 erschien das von Knut Bergmann herausgegebene Buch Mehr Fortschritt wagen? – Parteien, Personen, Milieus und Modernisierung: Regieren in Zeiten der Ampelkoalition. Bundestagspräsidentin Bärbel Bas sagte dazu bei der Buchvorstellung: „Die Beiträge im Sammelband von Knut Bergmann bieten politikwissenschaftliche, soziologische und ökonomische Analysen. Wenn wir uns über Inhalt, Ziel und Machbarkeit von Fortschritt vergewissern wollen, braucht es den Dialog zwischen den Disziplinen; auch zwischen Theorie und Praxis. Wie in dieser Sammlung.“ Demokratieforscher Wolfgang Merkel merkte an: „Das Buch Mehr Fortschritt wagen bringt Politikwissenschaftler, Ökonomen und Soziologen in einen Dialog und zu einer gemeinsamen Reflexion zusammen.Das Buch ist gut lesbar und wendet sich nicht nur an Wissenschaftlerinnen, Experten und Journalistinnen, sondern auch an ein breiteres gegenwartsinteressiertes Publikum.“
Aufbauend auf dem o. g. Buch Mehr Fortschritt wagen? veröffentlichte Knut Bergmann gemeinsam mit Matthias Diermeier im Mai 2024 den Band „Transformationspolitik – Anspruch und Wirklichkeit der Ampel-Koalition“. In den Beiträgen wird die Transformationspolitik der Ampel-Koalition analysiert. Damit erstellen die Beiträger eine Halbzeitbilanz dieser Regierung und geben in der Zeitenwende einen Überblick über die unterschiedlichen politischen Herausforderungen und ökonomischen Notwendigkeiten der Bundesrepublik Deutschland.
2024 war er Mitautor von zwei Studien, die sich mit der Sicht der Wirtschaft auf die AfD beschäftigte und in der Discussion Paper Reihe des Wissenschaftszentrums Berlin für Sozialforschung (WZB) erschienen. 2025 übernahm er die Gastherausgeberschaft für eine Ausgabe des Forschungsjournals Soziale Bewegungen. Er selbst steuerte einen Beitrag über die Koalitionsbildung nach den ostdeutschen Landtagswahlen 2024 bei.

## Veröffentlichungen
- Der Bundestagswahlkampf 1998. Vorgeschichte, Strategien, Ergebnis. Westdeutscher Verlag, Wiesbaden 2002, ISBN 3-531-13758-1.[47]
- Kooperative Lernräume als Erfolgsfaktor – Instrumente der Wirkungsmessung in der strategischen Philanthropie (zusammen mit Susanna Krüger). In: Philipp Hoelscher, Thomas Ebermann (Hrsg.): Venture Philanthropy in Theorie und Praxis, Verlag Lucius & Lucius, Stuttgart 2010, S. 137–146.[48]
- Zum Verhältnis von Parlamentarismus und Protest. In: Aus Politik und Zeitgeschichte, 62. Jg., B 25–26, 2012, S. 17–22.[49]
- Chancen und Grenzen philanthropischer Finanzierungsmodelle (zusammen mit Leonard Novy), in: Aus Politik und Zeitgeschichte, 62. Jg., B 29–31, 2012, S. 33–39.[50]
- Wer hat, dem wird gegeben? Das Bundesverdienstkreuz als Teil öffentlicher Anerkennungskultur, in: Merkur, 67. Jg., Heft 764, Heft 9, September 2013, S. 844–850.[51]
- gemeinsam mit Michael Hüther und Dominik Enste: Unternehmen im öffentlichen Raum. Zwischen Markt und Mitverantwortung, Verlag Springer VS, Wiesbaden 2015, ISBN 978-3-658-02645-5.[52]
- Die AfD. Eine Partei der sich ausgeliefert fühlenden Durchschnittsverdiener? (zusammen mit Matthias Diermeier und Judith Niehues). In: Zeitschrift für Parlamentsfragen, 48. Jg., 2017, Heft 1, S. 57–75.[53]
- Allzeit fern des Durchschnitts. Politische Ansichten der AfD-Anhänger (zusammen mit Matthias Diermeier und Judith Niehues). In: Forschungsjournal Soziale Bewegungen, 30. Jg., Ausgabe 2/2017, S. 12–25.[54]
- Ein komplexes Gebilde. Eine sozio-ökonomische Analyse des Ergebnisses der AfD bei der Bundestagswahl 2017 (zusammen mit Matthias Diermeier und Judith Niehues), in: Zeitschrift für Parlamentsfragen, 49. Jg., 2018, Heft 2, S. 243–264.[55]
- Mit Wein Staat machen. Eine Geschichte der Bundesrepublik Deutschland. Insel Verlag, Berlin 2018, ISBN 978-3-458-17771-5.[56][57]
- (Hrsg.) Walter Scheel – Unerhörte Reden. Mit Beiträgen von Ewald Grothe und Gundula Heinen. be.bra Verlag Berlin-Brandenburg, Berlin 2021, ISBN 978-3-89809-188-6.
- Wine and the White House: A History in: Journal of Wine Economics, Jahrgang 2021, Band 16, Nummer 2, Seiten 236–238[58]
- (Hrsg.) »Mehr Fortschritt wagen«?: Parteien, Personen, Milieus und Modernisierung: Regieren in Zeiten der Ampelkoalition Mit Beiträgen von Karl-Rudolf Korte, Ralph Bollmann, Moritz Küpper, Michael Hüther, Georg Cremer u. a.; transcript Verlag, Bielefeld, 2022, ISBN 978-3-8376-6307-5.
- Krupps kulinarische Kommunikation. Menükarten vom Kaiserreich bis in die Bundesrepublik. Aschendorff Verlag, Münster 2023, ISBN 978-3-402-22484-7.
- (Hrsg.) Transformationspolitik- Anspruch und Wirklichkeit der Ampel-Koalition Mit Beiträgen von Michael Hüther, Maja Göpel, Jakob von Weizsäcker, Pauline Fröhlich u. a. transcript Verlag, Bielefeld, 2024, ISBN 978-3-8394-7078-7
- Nurturing the right context for fruitful dialogue: The case of Helmut Kohl's „gastrosophy”, in: Stephen Boucher / Carina Antonia Hallin / Lex Paulson (Editors):  The Routledge Handbook of Collective Intelligence for Democracy and Governance, London, 2023, S. 421–427[59]
- Rücktritte in der politischen Kultur der „Bonner Republik” 1949–1990, in: Becker, M. / Kronenberg, V., Prinz, C. (eds),  Rücktritte von politischen Ämtern, Springer VS, Wiesbaden, 2024, S. 159–182.[60]
- AfD und Sozialpolitik: Anhänger fordern das Dagegensein, in: ifo Schnelldienst, in: Wissenschaftszentrum Berlin für Sozialforschung (Hrsg.), Discussion Paper //2024-602, Berlin / Köln, 2024[61]
- mit Diermeier, Matthias / Schroeder, WolfgangGermany still divided? Die Sicht der Unternehmen auf die AfD im ost- und westdeutschen Vergleich, in: Discussion Paper ZZ 2024-604 Wissenschaftszentrum Berlin für Sozialforschung 2024
- Bündnisse mit dem BSW – oder: Brombeeren schmecken wunderlich. Die Regierungsbildung nach den drei ostdeutschen Landtagswahlen im September 2024,  in: Forschungsjournal Soziale Bewegungen, vol. 38, no. 2, 2025, pp. 277–298.